# Cricetulus migratorius
Espèce
Statut de conservation UICN

 LC  : Préoccupation mineure
Le Hamster gris, ou Hamster migrateur, (Cricetulus migratorius) est une espèce de rongeur de la famille des Cricétidés et de la sous-famille des Cricetinae. 
Il se retrouve en Afghanistan, en Bulgarie, en Chine, en Grèce, en Iran, en Irak, en Israël, en Jordanie, au Kazakhstan, au Liban, en Mongolie, au Pakistan, en Roumanie, en Russie, en Turquie et en Ukraine. 
Son habitat naturel est notamment les steppes, les prairies diverses, les zones cultivées, mais aussi les bois clairs, les hautes montagnes, les semi-déserts caillouteux et les zones côtières. Ses densités de populations restent généralement faibles. Il pénètre fréquemment dans les habitations.